# ولفگانگ درملر
ولفگانگ درملر (به آلمانی: Wolfgang Dremmler) بازیکن فوتبال و مدافع اهل آلمان است که از سال ۱۹۸۱ میلادی عضو تیم ملی فوتبال آلمان بوده‌است. وی در ۲۷ بازی ملی حضور داشته است و آخرین بازی ملی خود را در سال ۱۹۸۴ میلادی انجام داد. ولفگانگ درملر در بازی‌های ملی‌اش ۳ گل به ثمر رساند.